# 米兰达德尔卡斯塔尼亚尔
米兰达德尔卡斯塔尼亚尔，是西班牙卡斯蒂利亚-莱昂萨拉曼卡省的一个市镇。 总面积21平方公里，总人口582人（2001年），人口密度28人/平方公里。